# Squadra lussemburghese di Fed Cup
La squadra lussemburghese di Fed Cup rappresenta il Lussemburgo nella Fed Cup, ed è posta sotto l'egida della Fédération Luxembourgeoise de Tennis.
Essa esordì in Fed Cup nel 1972, e il suo miglior risultato sono i sedicesimi di finale raggiunti nelle edizioni del 1973 e 1979.

## Organico 2012
Aggiornato ai match del Gruppo I della zona Europa/Africa (1º-4 febbraio 2012). Fra parentesi il ranking della giocatrice nel momento della disputa degli incontri.
- Anne Kremer (WTA #285 - doppio #280)
- Claudine Schaul (WTA #)
- Laura Correia (WTA #)
- Tiffany Cornelius (WTA doppio #1160)

## Ranking ITF
- Il prossimo aggiornamento del ranking è previsto per il mese di aprile 2012.

| Lussemburgo nel Ranking ITF (aggiornata al 6 febbraio 2012) |             |        |                          |
| Pos                                                         | Squadra     | Punti  | Gruppo                   |
| 44                                                          | Bahamas     | 740.50 | Gruppo II - Americhe     |
| 45                                                          | India       | 703.00 | Gruppo I - Asia/Oceania  |
| 46                                                          | Hong Kong   | 694.25 | Gruppo II - Asia/Oceania |
| 47                                                          | Lussemburgo | 654.50 | Gruppo I - Europa/Africa |
| 48                                                          | Guatemala   | 611.75 | Gruppo II - Americhe     |
| 49                                                          | Cile        | 565.50 | Gruppo II - Americhe     |
| 50                                                          | Ecuador     | 563.00 | Gruppo II - Americhe     |